# Raúl Fernando Sendic

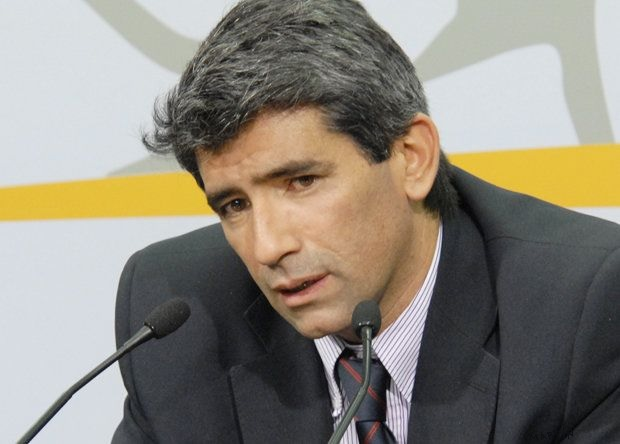
Raúl F. Sendic

Raúl Fernando Sendic Rodríguez (* 29. August 1962 in Paysandú) ist ein uruguayischer Politiker und ehemaliger Vizepräsident.
Sendic wurde als Sohn des ehemaligen Guerrilleros und Politikers Raúl Sendic in Paysandú geboren.
Er wurde bei den Wahlen 1999 als Mitglied des Movimiento 26 de Marzo, das zum Bündnis Frente Amplio gehörte, für den Bezirk Montevideo in die Abgeordnetenkammer gewählt, der er bis 2005 angehörte. In diesem Jahr wurde er zum Vizepräsidenten der Administración Nacional de Combustibles, Alcohol y Portland (ANCAP), eines unter anderem in Ölgeschäft tätigen staatlichen Unternehmens ernannt. Von 2008 bis 2009 und von 2010 bis 2013 war er dessen Präsident. Dazwischen war er für einige Monate Industrieminister im Kabinett von Präsident Tabaré Vázquez (31. August 2009 bis 1. März 2010).
Bei den Wahlen 2014 wurde er in den Senat gewählt und übernahm am 1. März 2015 die Senatpräsidentschaft und war er damit Vizepräsident Uruguays in der zweiten Amtszeit von Vázquez.
Im September 2017 trat er aufgrund von Korruptionsvorwürfen aus seiner Zeit bei ANCAP nach der Entscheidung eines Parteigerichts des Frente Amplio gegen ihn zurück.